# Bash

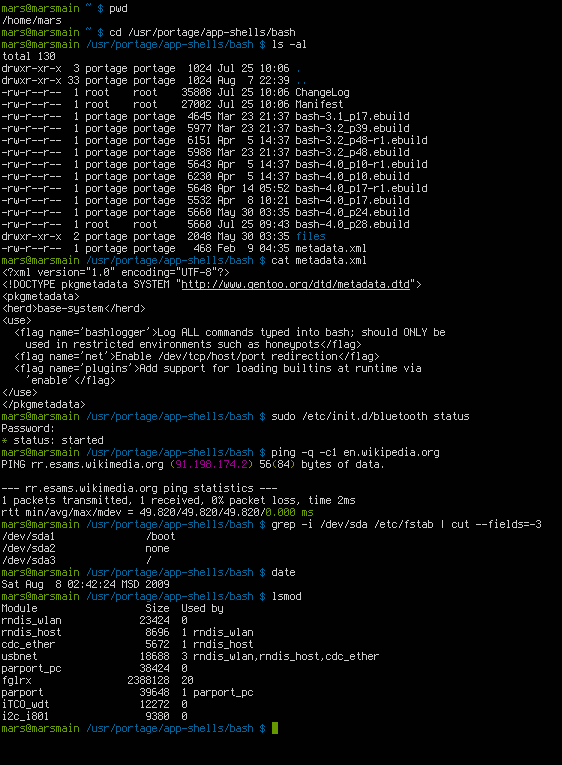
Képernyőkép

A bash unix rendszerhéj, amely a GNU Projekt részeként készült. A futtatható fájl neve bash egy játékos mozaikszó, mely a Bourne again illetve a born again kifejezéseket rövidíti. Ez a korai Bourne shell-re utal, melyet még 1978-ban adtak ki a Unix 7 Verzió részeként. A bash-t 9 évvel ezt követően 1987-ben készítette el Brian Fox, majd 1990-ben Chet Ramey vette át a szoftver gondozását.
A legtöbb Linux rendszeren, valamint az OS X rendszereken a bash az alapértelmezett shell. A Microsoft Windows platformra is átírták a Subsystem for UNIX-based Applications (SUA) használatával, vagy POSIX emuláció biztosításával a Cygwinnel, MSYS-szal.
A bash-t a GNU GPL licenc alatt publikálták, tehát szabad szoftver.

## Inicializálás
A bash inicializálása attól függ, hogy milyen módban indítják.

### Interaktív login mód
Ebben az esetben a /etc/profile script kerül először végrehajtásra, ha az létezik. Ezt követően a bash megvizsgálja a ~/.bash_profile, ~/.bash_login és a ~/.profile fájlokat ebben a sorrendben, s lefuttatja közülük az első olyat, amely létezik és olvasható.

### Interaktív (nem login) mód
Ha a bash interaktív nem login shellként indul, akkor a felhasználó home könyvtárában lévő .bashrc fájlt futtatja, ha az létezik.

### Nem interaktív mód
Ha a bash-t nem interaktívan futtatják, például shell script-ek végrehajtásához, akkor a BASH_ENV környezeti változóban megadott inicializáló script fog lefutni induláskor.

### Restricted (szigorú) mód
Ha a bash -t az rbash binárissal, vagy a --restricted kapcsolóval indítják, ezen mód kerül érvényre. A következő funkciók letiltásra vagy korlátozott használatra állnak be:
- Könyvtárak váltása a cd paranccsal
- A következő környezeti változók értékeinek felülírása: SHELL, PATH, ENV, és BASH_ENV
- Parancsok végrehajtása, melyek nevében slash "/" karakter szerepel
- Fájlnév specifikálása amely slash karaktert tartalmaz a . beépített parancshoz
- Fájlnév specifikálása amely slash karaktert tartalmaz a beépített hash parancs `-p' opciójához
- Funkció definíciók importálása a shell környezetből indulás közben
- A SHELLOPTS változó értékének értelmezése a shell környezetből indulás közben
- Kimenetek átirányítása a `>', `>|', `<>', `>&', `&>', és a `>>' parancsokkal
- A beépített exec parancs használata a shell cseréjére
- Beépített parancsok hozzáadása vagy eltávolítása az  `-f' és a `-d' opciókkal
- A `-p' opció használata bármely beépített parancshoz
- A szigorú mód kikapcsolása a  `set +r' vagy `set +o restricted' parancsokkal

A szigorú módot sok felhasználót kiszolgáló, biztonságosra tervezett rendszerek esetén alkalmazzák.

## Speciális karakterek
A parancssorba írt információk egy része az utasítást végrehajtó programnak szól, más részük a programot indító bash-nek. Az utóbbiakat speciális karakterekkel jelezzük.

### Új sor
A legegyszerűbb speciális karakter a parancssort lezáró újsor (soremelés, LF). Hatására a bash
1. befejezi a parancs beolvasását és elemzi a parancsot
2. elindítja a parancsban megadott programo(ka)t
3. megvárja, amíg az véget ér, és csak azután ad lehetőséget újabb parancs begépelésére (a prompt kiírása után).

A harmadik lépés elhagyható egy másik speciális karakterrel. A parancs után írt & arra utasítja a bash-t, hogy ne várja meg a parancs lefutását (háttérben indított program; lásd még job control). Miután az indított program örökli a szülő nyitott fájljait, és a bash is tovább fut, a két program kimenete összekeveredik (hacsak a gyerekprogram nem módosítja a kapott nyitott fájlokat).
Tipikusan egy sorban egy parancs van, de lehet folytatósort írni (egy parancs több sorban), és többféle módon lehet több parancs egy sorban.

### Szóhatár
Az utasítás elemzésének egyik legutolsó lépése a szavakra bontás. Az utasítás első szava a végrehajtandó parancs/program neve, a többi szót a program paraméterként kapja meg.
A szóhatárt az IFS nevű környezeti változó tartalmazza, értéke alaphelyzetben helyköz, tabulátor, új sor (LF). Több egymás utáni szóhatár-karakter egy szóhatárnak számít. (Üres szót pl. "" alakban lehet írni, lásd speciális karakter elrejtése.)

### Speciális karakter elrejtése
Sokszor van rá szükség, hogy a speciális karaktert a végrehajtandó parancs kapja meg, más szóval: a bash ne kezelje azt speciálisan. Ennek három módja van:
1. a  \ az őt követő egyetlen karaktert nem tekinti speciálisnak. A \-jel \\ alakban írható.
2. ' (aposztróf): az összes speciális karaktert elrejti (kivéve a lezáró újabb '-ot)
3. ": az összes speciális karaktert elrejti, kivéve
  1. \ (lásd feljebb)
  2. $ (hivatkozás környezeti változó vagy aritmetikai kifejezés értékére)
  3. ` (parancson belüli parancs végrehajtása; lásd backtick parancs)
  4. " (az elrejtés lezárása)

Az elrejtő karakterek felváltva is használhatók. Pl. a "' szöveg a bash számára írható '"'"'", \"\', "\"'" és számos más alakban.
Speciális eset a sor végi \újsor, mely a  folytatósor jele: a bash eltávolítja a parancssorból, és a következő „fizikai” sorral folytatja a parancs belolvasását.

### Wildcard
A wildcard olyan karakter, mely lehetővé teszi fájlnévminta megadását:
- *: nulla vagy több karakter a fájlnévben
- ?: egyetlen karakter a fájlnévben
- [karakterek]: a szögletes zárójelben felsorolt karakterek valamelyike.  A karakterek helyén intervallum is megadható. Pl. [a-z0-9-] a kisbetűket, számjegyeket és a kötőjelet jelenti.
- [^karakterek] vagy [!karakterek]]: egyetlen, a szögletes zárójelben felsoroltaktól különböző karakter.

A bash megkeresi a wildcard-ot tartalmazó szóra illeszkedő nem rejtett fájlokat, és ezek listáját helyközzel elválasztva a parancssorba illeszti a wildcard-os szó helyére. Ha nincs ilyen fájl, nem módosít a parancssoron.
A bash számára speciális (nem wildcard) karakter a szó (fájlnév) elején álló tilde (~), melyet a bash a felhasználó saját (HOME) könyvtárára helyettesít.
A bash számára a ponttal kezdődő nevű fájlok rejtettek: a wildcard kiterjesztésekor nem kerülnek a listába, kivéve, ha a wildcard-os fájlnév ponttal kezdődik. Minden könyvtárban van két rejtett fájl: a . az aktuális, a .. a felette levő könyvtár neve. Ezek szükségesek a könyvtárszerkezetbeli navigáláshoz.
A fentiekből következik, hogy a Unix-programoknak nem kell felkészülniük a wildcard kezelésére, hiszen ezeket a shell – e szócikkben a bash – elvégzi, ráadásul egységes módon. Ehelyett tetszőleges számú fájlt kell tudniuk feldolgozni. A hívott program nem is tudja, hogy a fájl-paramétereit wildcard-dal vagy a fájlok felsorolásával kapta-e.
Példák wildcard-ra:
- *: a könyvtár összes nem rejtett fájlja
- *.*: legalább egy pontot tartalmazó fájlnév
- *\ *: legalább egy helyközt tartalmazó fájlnév (a \ jelentését lásd feljebb)
- [A-Z]*: nagybetűvel kezdődő fájlnév
- *.c: .c kiterjesztésű fájlnév[6]

## Környezeti változók
A kernel a processz (program) adatai között nyilvántart egy memóriaterületet, melyben név=érték típusú adatok vannak. Amikor egy program elindít egy másik programot, az indított (gyerek)program örökli a szülő éppen aktuális környezeti változóit. A másik lehetőség, hogy a szülő állítja elő a gyerekprogram környezeti változóit, és egy memóriaterületen átadja a gyerekprocesszt indító rendszerhívásban.
A bash mindig az utóbbi módon indít programot. Ez lehetővé teszi, hogy egyes környezeti változói helyiek legyenek, mások az indított program környezetébe is bekerüljenek.
A bash indulásakor már vannak környezeti változói az őt indító programtól (pl. a bejelentkezési eljárásból), és a bash többféle indító scriptje is létrehoz változókat. A bash lehetővé teszi a változók lekérdezését, módosítását, törlését, újak létrehozását.
Fontos tudni, hogy Unixban minden program – a bash is – csak a saját környezeti változóit tudja megváltoztatni, a szülőjéét nem, ui. annak csak a másolatát kapja meg.
A bash környezeti változói az env utasítással, az indított programoknak továbbadottak a set utasítással listázhatók ki. A két listában a nevek és értékek is szerepelnek.
A környezeti változó értékét a $név vagy ${név} kifejezés adja meg. A két alak egyenrangú; a másodikat akkor használjuk, ha a változót el akarjuk választani az őt követő betűtől vagy számtól (ami az első alakban összeolvadna névvel). Az értékre hivatkozást általában idézőjelbe teszünk, bár ez nem mindig szükséges. Az értéket a echo "$név" utasítás írja a képernyőre. Nem hiba értéket nem kapott változót használni; ennek értéke üres string.
Új helyi változót létrehozni, vagy a meglevőt módosítani a név=érték utasítással lehet. Az egyenlőségjel előtt és után nem lehet helyköz. Az értékben szerepelhet a változó régi értéke.
Ha azt szeretnénk, hogy a változót az indított programok is lássák, az  export név utasítást használjuk. A név után az érték is megadható.
Változó az unset név utasítással törölhető.

### A legfontosabb környezeti változók
- HOME: a bejelentkezett felhasználó saját könyvtára.
- IFS: szóhatár.
- PATH: könyvtárak kettősponttal elválasztott listája. Itt keresi a kernel az indítandó programot, ha annak útvonala nincs megadva. Az aktuális könyvtár a Dos/Windows rendszerektől eltérően alaphelyzetben nincs a PATH-ban, és biztonsági okból nem is tanácsos betenni, különösen a mindenható root felhasználó esetén.
- PS1, PS2, PS3, PS4: a prompt szövegét megadó változók (normál prompt, folytatósor prompt, a select utasítás promtja, debug prompt).
- SHELL: a shell neve; e szócikkben /bin/bash.[8]

### Példák
A PATH kibővítése a felhasználó könyvtárának bin alkönyvtárával:
```
export
 
PATH
=
$PATH
:
$HOME
/bin

```

Ugyanez leírható
```
export
 
PATH
+=
:
$HOME
/bin

```

alakban is.

## Átirányítás
Amikor Unixban egy program elindít egy másikat, a gyerekprogram – a környezeten kívül – a nyitott fájlokat is örökli. A felhasználó bejelentkezési procedúrája során több program is lefut, és ennek során létrejön három nyitott fájl azon az eszközön (terminálon, soros vonalon, stb.), ahonnan a felhasználó bejelentkezett, így a felhasználó login shellje ezeket már megnyitva kapja. A fájlok a megnyitás sorrendjében kapnak számot a kerneltől:
- 0: standard input
- 1: standard output
- 2: standard hiba.

Az átirányítás célja a, hogy az indított program ne a bash-től örökölje a fenti fájlokat, hanem a parancssorban megadott fájlokat kapja meg. A három fájl egymástól függetlenül irányítható át.

### A standard input átirányítása
Az egyik mód az indított program standard inputjának megadása:
```
program
 <
fájl
```

A másik mód shell scriptben használatos: az indított program az indító scriptből vegye a standard inputot:
```
program
 <<
szó

program
 stdin-jének első sora
második sor
...

szó
```

A „fájlt” lezáró szó a sor elején kell legyen. Ha a hívott program végigolvassa az standard inputját, a záró szó helyett fájl végét kap. Ha nem olvassa végig, a következő utasítás előtt a bash átugorja a be nem olvasott részt.

### A kimenetek átirányítása
A standard kimenet átirányítása:
```
program
  >
fájl

program
 >>
fájl
```

Mindkét alak létrehozza fájl-t, ha az nem létezett a parancs kiadásakor. Az első a létező fájl tartalmát törli, de a jogait nem változtatja. A második a fájl vége után írja program kimenetét.
Fontos tudni, hogy az átirányítás a program indítása előtt történik (lásd alább). Az első alakban fájl tartalma akkor is megsemmisül, ha a hívott program nem is létezik.
A standard hiba átirányítása teljesen hasonló:
```
program
  2>
fájl

program
 2>>
fájl
```

A bash standard kimenetére &1, a hibakimenetre &2 alakban hivatkozhatunk.
Egy program mindkét kimenete ugyanabba fájlba irányítható:
```
program
 >
fájl
 2>&1
```

 Egy program indítása két lépésben történik. Első lépés a fork, melynek során az indító bash teljes memóriája és processztáblája megduplázódik, azaz a bash két külön környezetben (szülő és gyerek) fut tovább. A második lépés a program kódjának betöltése a gyerek-bash helyére, és az újonnan betöltött kód elindítása.
Az átirányítás a fork fázisban történik, hogy a bash eredeti környezete ne változzék. A fenti példában a >fájl fájl újranyitás az 1-es számú fájlleírón, vagyis egy rendszerhívás, mely bezárja az eredeti fájlt, és a helyére megnyit egy másikat. A 2>&1 az 1-es fájlleíró duplikálása a 2-es leíróba. Ez azt is jelenti, hogy a fenti sorrend nem felcserélhető. A 2>&1 >fájl az eredeti fájlleírót duplikálja, így az újranyitás már nem hat a hibakimenetre.
A fenti kettős átirányítás egy utasítással is végrehajtható:
```
program
 &>
fájl
```

Gyakran használatos a kimenet átirányítására a /dev/null speciális eszközfájl, mely „elnyeli” – eldobja – az oda küldött adatokat.

## Parancsok kombinálása

### Pipe
```
prog1
 | 
prog2
```

hatására prog1 és prog2 között névtelen pipe jön létre. A két program külön-külön processzként indul el úgy, hogy prog1 standard kimenete átirányítódik prog2 standard bemenetére. A bash megvárja mindkét program lefutását, és prog2 visszatérési értékét teszi a $? változóba.
Kettőnél több program is összeköthető pipe-pal.

### Backtick
Alakja:
```
parancs1
 ... `
parancs2
...` ...

parancs1
 ... $(
parancs2
...) ...
```

Először parancs2 hajtódik végre, és a standard kimenete behelyettesítődik parancs1 parancssorába (a paraméterek közé). Az újsor  karakterek helyközre cserélődnek.
A fenti két alak annyiban különbözik egymástól, hogy a backtick-ek nem skatulyázhatók egymásba, a $(...)-k igen.
Példa:
```
file
 
`
which
 
ls
`

```

A which ls parancs végigkeresi a PATH környezeti változót, és visszaadja az ls parancs fájljának útvonalát. A file parancs kiírja a parancs típusát:
```
$ file `which ls`
/bin/ls: ELF 64-bit LSB executable, x86-64, version 1 (SYSV), ...

```

### ;
A pontosvesszővel elválasztott parancsok egymás után futnak le. Az utolsó parancs visszatérési értéke kerül a $? változóba.
Példa: fájlt másolunk egy másik ablakban, és közben figyeljük a diszk telítettségét:
```
while
 
true
 
;
 
do
 
df
 
-hT
 
;
 
sleep
 
30
 
;
 
done

```

### &&
A && bal oldalán levő parancs lefutása után akkor hajtódik végre a jobb oldali, ha a bal sikeres volt (a visszatérési értéke 0).
Példa: a make paranccsal lefordítjuk a prog programot, és ha a fordítás sikerült, végrehajtjuk:
```
make
 
&&
 
./prog

```

### ||
A jobb oldali parancs akkor hajtódik végre, ha a bal oldali sikertelen volt (nem 0 a visszatérési értéke):
```
make
 
||
 
exit
 
2

```

### Kerek zárójel
A kerek zárójelbe tett parancsok egy shellben futnak le. Ez pl. akkor lehet hasznos, ha egy fájlba akarjuk irányítani a kimenetüket, vagy egy processzben akarjuk őket futtatni háttérben. A zárójelet helyközzel kell elválasztani a parancs többi részétől. A parancsok több sorba is írhatók.

## Shell script
A script (egyre gyakrabban írják magyarosan szkriptnek) Unixban olyan fájl, mely egy interpretált programozási nyelv utasításait tartalmazza. Interpreterek a Unix shellek – köztük a bash – is.

### Script hívása
A bash a shell scriptet ugyanúgy indítja el, mint a bináris programokat. Ez azt jelenti, hogy a script másik shellben fog futni. Ez általában kényelmes, viszont a hívott shell nem tudja megváltoztatni a hívó környezetét (így a környezeti változókat sem). Ennek megoldására szolgál a  pont parancs:
```
. 
shell-script

source 
shell-script
```

A két alak egyenértékű, és a script neve után paraméterek is megadhatók. A parancs hatására a bash nem indít külön programot, hanem ő maga hajtja végre a megadott shell scriptet.
A hívott script (vagy más program) visszatérési értéke a $? shell-változóba kerül. A hívott script az exit utasítás paraméterében állíthatja be a visszaadandó értéket.

### Az első sor
A program indításakor a kernel „belenéz” az indítandó fájl elejébe, és ebből állapítja meg az indítás módját. Script esetén a fájl a #!interpreter sorral kezdődik. Az interpreter nevét az új sor (LF) karakter zárja le. (Ügyeljünk rá, hogy ne legyen előtte CR, mert az is a név része lenne.) A kernel az interpretert indítja el, első paraméterként átadja a scriptfájlt. Az interpreter a többi paraméterét a hívósorból kapja, hogy átadhassa a scriptnek.
A bash-script első sora Linuxban:
```
#!/bin/bash

```

A scripteket a /bin/sh sorral szokás kezdeni, ami a Bourne shellt hívja. A bash a Bourne shell továbbfejlesztett változata; ha szükség van a többlet-utasításokra (pl. tömbökre), akkor az előbbi formát kell használni.

### Paraméterek
A script a saját fájlnevét (útvonallal együtt) a $0 változóban kapja, a többit a $1...$9 változóban. Tíznél több paraméter a beépített shift utasítással vehető át. A kapott paraméterek számát a $# változó tartalmazza.

### Scriptnyelv
Bár a shell elsősorban külső programok hívására szolgál, saját beépített utasításai is vannak, melyek önálló programnyelvet alkotnak. A harmadik generációs programnyelvek szokásos utasításaira példák:
- deklaráció: export.
- értékadás: lásd környezeti változók, aritmetikai kifejezések
- vezérlő utasítások: if, case, for, while, until, test
- I/O utasítások: cd, pwd, echo, printf, read
- függvények
- processzek: lásd job control, szignálok.

### Bash függvények
Bash-függvény definiálása:
```
fuggveny()
{
...
}
```

Hívás: fuggveny par1 par2.... Függvényen belül a $1...$9 változó nem a shell script, hanem a függvény paraméterét jelenti. A függvény a return kód utasítással adhat vissza számértéket.

### Aritmetikai kifejezések
Egész aritmetikai kifejezés $(( ... )) alakban írható. A műveletek azonosak a C nyelvbeliekkel. Az operandusok környezeti változók is lehetnek.
Példa:
```
HAROM
=
$((
1
+
2
))

```

### Háttérben indított programok
Program háttérben indításakor kiíródik a processz száma, melyet a script változóba tud tenni. A script a wait procszám utasítással várhatja meg a program lefutását. A paraméter nélküli wait az összes háttérbeli programot megvárja.

## Job control
A jobs utasítás kilistázza a shellből indított, még le nem futott programokat, akár eleve háttérben indítottuk őket, akár utólag, kézzel állítottuk meg és/vagy tettük háttérbe (lásd alább). A program akkor minősül „lefutott”-nak, ha befejeződött a végrehajtása, és ezután lekérdezték a státusát. A lekérdezést elvégzi a jobs, de maga a bash is, mielőtt kiírja a következő utasítás promptját.
Mialatt a bash az indított program lefutására vár, a Ctrl/Z megszakítja a várakozást (SIGTSTP szignál), megállítja az indított programot, és visszaadja a promptot. A bg szám háttérben, a fg szám előtérben indítja tovább a programot, ahol szám a jobs által kiírt job sorszám.
A Ctrl/C (SIGINT szignál) befejezi az előtérben futó programot. Ha a bash fut, Ctrl/C-re eldobja az addig beolvasott sort, és új promptot ír ki.

## Szignálok
A szignál segítségével az egyik Unix processz értesítheti a másikat egy esemény bekövetkeztéről. 64-féle szignál van, melyek különböző eseményeket jelezhetnek. Ha a programot nem úgy írták meg, hogy képes legyen szignált fogadni, a szignáltól függő default akció történik a szignál címzettjével:
- befejeződik a futása
- figyelmen kívül marad a szignál
- a processzről core dump készül
- a processz futása megáll
- a processz futása újraindul.

A SIGKILL (9-es) szignál nem jut el a címzetthez: a kernel kilövi a címzett processzt (feltéve, hogy a küldőnek erre volt joga). Ha egy program elszabadul, és már szignálokra sem reagál, ez az egyetlen módja a program leállításának. Hátránya, hogy a program nem tud rendet tenni a befejeződése előtt (pl. a puffereit kiüríteni).
bash-ban a kill -l beépített parancs kilistázza a szignálok nevét és kódját.

### Szignál küldésebash-ből
Szignál küldése:
```
kill
 -
szám
 
procid
...
```

ahol szám a szignál száma vagy neve (ha elmarad, 2 = SIGTERM), melyet processzazonosítók helyközzel elválasztott listája követ. A név arra utal, hogy legtöbb esetben programok kilövésére használjuk a parancsot. A létező processzazonosítókat pl. a ps és pgrep parancs írja ki.
A killall és pkill parancs lehetővé teszi szignál küldését adott nevű és/vagy adott felhasználóhoz tartozó processzeknek.
Shell script a trap utasítással fogadhat szignálokat.

## Kapcsolódó lapok
- shell
- Unix parancsok
- kernel
- Unix